# Comunidade Quilombola Rio dos Macacos
Rio dos Macacos é uma comunidade remanescente de quilombo, população tradicional brasileira, localizada no município brasileiro de Simões Filho, na Bahia. A comunidade surgiu ainda no período do Império do Brasil, em terras de três fazendas (Macacos, Aratu e Meireles), na região do Recôncavo Baiano onde, século XVII, haviam se instalado os engenhos de cana-de-açúcar. O engenho de Coriolano Bahia, proprietário da Fazenda dos Macacos, entrou em declínio no início do século XX e, por conta de dívidas tributárias, o Município de Salvador se apropriou de parte das terras na forma "in soluto". Assim Coriolano não formalizou a promessa que fizera aos trabalhadores que já viviam em suas terras há muitos anos e trabalhavam em sua fazenda: doar definitivamente as glebas de terras como forma de indenização.
A partir da década de 1960, a luta pelo território envolveu inclusive a Marinha do Brasil, que implantou a Base Naval de Aratu no território quilombola, passou a controlar a entrada e saída de pessoas e pediu a desocupação da área. O embate envolveu, inclusive, "ações violentas por parte de militares da Marinha, como invasões a residências e agressões, agressões. Em algumas delas, militares chegaram a ser afastados por causa de ações truculentas contra moradores".
A comunidade de Rio dos Macacos é formada por uma população de 67 famílias, distribuídas em uma área de 104,8787 hectares. O território foi certificado como remanescente de quilombo (reminiscências históricas de antigos quilombos) pela Fundação Cultural Palmares, Portaria n° 165/2011. Esta comunidade teve o Relatório Técnico de Identificação e Delimitação publicado em 2014 (etapa da regularização fundiária), tendo recebido a titulação da terra em 25/05/2020, pelo INCRA.

## Tombamento
O tombamento de quilombos é previsto pela Constituição Brasileira de 1988, bastando a certificação pela Fundação Cultural Palmares:
Art. 216. Constituem patrimônio cultural brasileiro os bens de natureza material e imaterial, tomados individualmente ou em conjunto, portadores de referência à identidade, à ação, à memória dos diferentes grupos formadores da sociedade brasileira [...]
§ 5º Ficam tombados todos os documentos e os sítios detentores de reminiscências históricas dos antigos quilombos.
Portanto, a comunidade quilombola de Rio dos Macacos é um patrimônio cultural brasileiro, tendo em vista que recebeu a certificação de ser uma "reminiscência histórica de antigo quilombo" da Fundação Cultural Palmares no ano de 2011.

## Situação territorial
As casas de barro ficaram sem energia elétrica até o ano de 2017. O título da terra (regularização fundiária) proporciona que a comunidade possa solicitar licenciamento ambiental e a implantação de políticas públicas, principalmente as que trarão infraestrutura urbana (rede elétrica, de água e de esgoto) e, consequentemente, melhoria da qualidade de vida dos moradores. Além disso, espera-se que, após regularização, a comunidade enfrente menos dificuldades para desenvolver a agricultura (como conflitos pela posse da terra em que se localiza). Embora não garanta tranquilidade para as pessoas que ali residem, como mostra o caso de 2021, quando tratores invadiram a propriedade.

## Cultura
Povos Tradicionais ou Comunidades Tradicionais são grupos que possuem uma cultura diferenciada da cultura predominante local, que mantêm um modo de vida intimamente ligado ao meio ambiente natural em que vivem. Através de formas próprias: de organização social, do uso do território e dos recursos naturais (com relação de subsistência), sua reprodução sócio-cultural-religiosa utiliza conhecimentos transmitidos oralmente e na prática cotidiana. Parteiras e rezadeiras ainda exercem seus ofícios na comunidade.
A comunidade de Rio dos Macacos guarda instrumentos de tortura do período da escravidão e ruínas do engenho ainda podem ser visitadas em seu território. Tudo isso é considerado patrimônio histórico da comunidade, que os preserva e dá sentido a eles.
Em termos econômicos, a comunidade vive da agricultura e da pecuária de subsistência, comercializando o excedente na feira de Periperi. Além disso, produzem e comercializam artesanato: utensílios domésticos (gamelas, pilões, colheres-de-pau), e abanos, chapéus de palha e peneiras de palhas de licuri e cipós.

## Maria de Souza Oliveira
Maria de Souza Oliveira foi uma importante liderança quilombola de Rio dos Macacos, símbolo de resistência da comunidade.
Dona Maria, como era conhecida, nasceu em 23 de janeiro de 1928, na antiga Fazenda Macaco (uma das três fazendas que deram origem ao quilombo). Na década de 1940, cozinhava e vendia comida para os operários da obra da Base Naval de Aratu. Depois da conclusão das obras, na década de 1970, lavava e fazia faxina para famílias militares da Base Naval. Apesar de ter estabelecido laços de amizade com dois oficiais da Vila Naval (um deles foi padrinho de sua filha), ela percebia que a Marinha queria expulsar a comunidade do local.
Na comunidade, atuava como parteira e rezadeira, além de organizar festas (como os carurus de Cosme e Damião e as noitadas de sambas) e ter atuado como professora leiga para o ensino das primeiras letras para as crianças da comunidade. Sua vida foi retratada no filme documentário "Quilombo Rio dos Macacos".
Após um período hospitalizada, Maria faleceu em 17 de março de 2023, tendo sido sepultada no cemitério São Miguel, em Simões Filho. Deixou uma família composta por cinco filhos (Olinda Oliveira - uma das principais lideranças do Quilombo Rio dos Macacos -, Olga, Orlando, Osvaldo e Luiz Gonzaga), e vários netos e bisnetos.